# Jacques de Ghelcke
Jacques Augustin de Ghelcke, ook De Ghelcke de Limon (Ieper, 16 april 1773 - 7 mei 1844), was een Belgisch senator.

## Levensloop
De Ghelcke was een zoon van licentiaat in de rechten Emmanuel de Ghelcke en van Marie-Jeanne du Hayon de Gaverelles. Hij trouwde met Amélie de Limon.
Een voorvader, Jacques-Laurent de Ghelcke, had in 1771 opname in de adel verkregen vanwege keizerin Maria Theresia. Onder het Verenigd Koninkrijk der Nederlanden verkregen de zes kinderen van Tweede Kamerlid Félix de Ghelcke in 1828 adelserkenning. Jacques-Augustin de Ghelcke hoorde daar niet bij, wat niet belet dat zijn vader en hijzelf vaak als 'jonkheer' werden betiteld. 
In 1831 werd hij katholiek senator voor het arrondissement Ieper en vervulde dit mandaat tot in 1837.